# Cambremer
Cambremer ist eine französische Gemeinde mit 1.307 Einwohnern (Stand: 1. Januar 2022) im Département Calvados in der Region Normandie. Sie gehört zum Arrondissement Lisieux und zum Kanton Mézidon Vallée d’Auge.
Sie entstand mit Wirkung vom 1. Januar 2019 als namensgleiche Commune nouvelle durch die Zusammenlegung der bisherigen Gemeinden Cambremer und Saint-Laurent-du-Mont, denen in der neuen Gemeinde der Status einer Commune déléguée jedoch nicht zuerkannt wurde. Der Verwaltungssitz befindet sich im Ort Cambremer.

## Gemeindegliederung
| Ortsteil                      | ehemaliger INSEE-Code | Fläche (km²) | Höhenlage (m) | Einwohnerzahl (2016) |
| ----------------------------- | --------------------- | ------------ | ------------- | -------------------- |
| Cambremer (Verwaltungssitz)00 | 14126                 | 23,57        | 34–162        | 1.167                |
| Saint-Laurent-du-Mont         | 14604                 | 03,48        | 20–149        | .0189                |

## Geografie
Cambremer liegt etwa 13 Kilometer westlich von Lisieux und etwa 29 Kilometer östlich von Caen im Pays d’Auge. Umgeben wird Cambremer von den Nachbargemeinden Rumesnil und Léaupartie im Nordwesten und Norden, Montreuil-en-Auge im Norden, Saint-Ouen-le-Pin im Osten, La Houblonnière im Südosten und Süden, Mézidon Vallée d’Auge im Südwesten, Notre-Dame-de-Livaye im Süden, Notre-Dame-d’Estrées im Westen sowie Victot-Pontfol im Westen und Nordwesten.

## Bevölkerungsentwicklung
| Gemeinde                  | Einwohnerzahlen (Census) |       |      |      |      |      |      |      |      |      |      |
| Gemeinde                  | 1962                     | 1968  | 1975 | 1982 | 1990 | 1999 | 2006 | 2008 | 2011 | 2013 | 2016 |
| ------------------------- | ------------------------ | ----- | ---- | ---- | ---- | ---- | ---- | ---- | ---- | ---- | ---- |
| Cambremer                 | 842                      | 766   | 936  | 915  | 1006 | 1092 | 1098 | 1096 | 1122 | 1146 | 1167 |
| Saint-Laurent-du-Mont     | 82                       | 78    | 77   | 97   | 112  | 137  | 180  | 189  | 199  | 195  | 189  |
| Cambremer                 | .0924                    | .0844 | 1013 | 1012 | 1118 | 1229 | 1278 | 1285 | 1321 | 1341 | 1356 |
| Quelle: Cassini und INSEE |                          |       |      |      |      |      |      |      |      |      |      |

Die (Gesamt-)Einwohnerzahlen der Gemeinde Cambremer wurden durch Addition der bis Ende 2018 selbständigen Gemeinden ermittelt.

## Sehenswürdigkeiten
- Kirche Saint-Denis aus dem 11./12. Jahrhundert, Monument historique seit 1921
- Kirche Saint-Germain-et-Saint-Sébastien in Grandouet, seit 1977 Monument historique
- Schloss Les Bruyères
- Herrenhaus Montargy, seit 1977 Monument historique
- Herrenhaus Le Bais, seit 2001 Monument historique
- Herrenhaus Cantepie
- Gartenanlage Les jardins du Pays d'Auge[3]

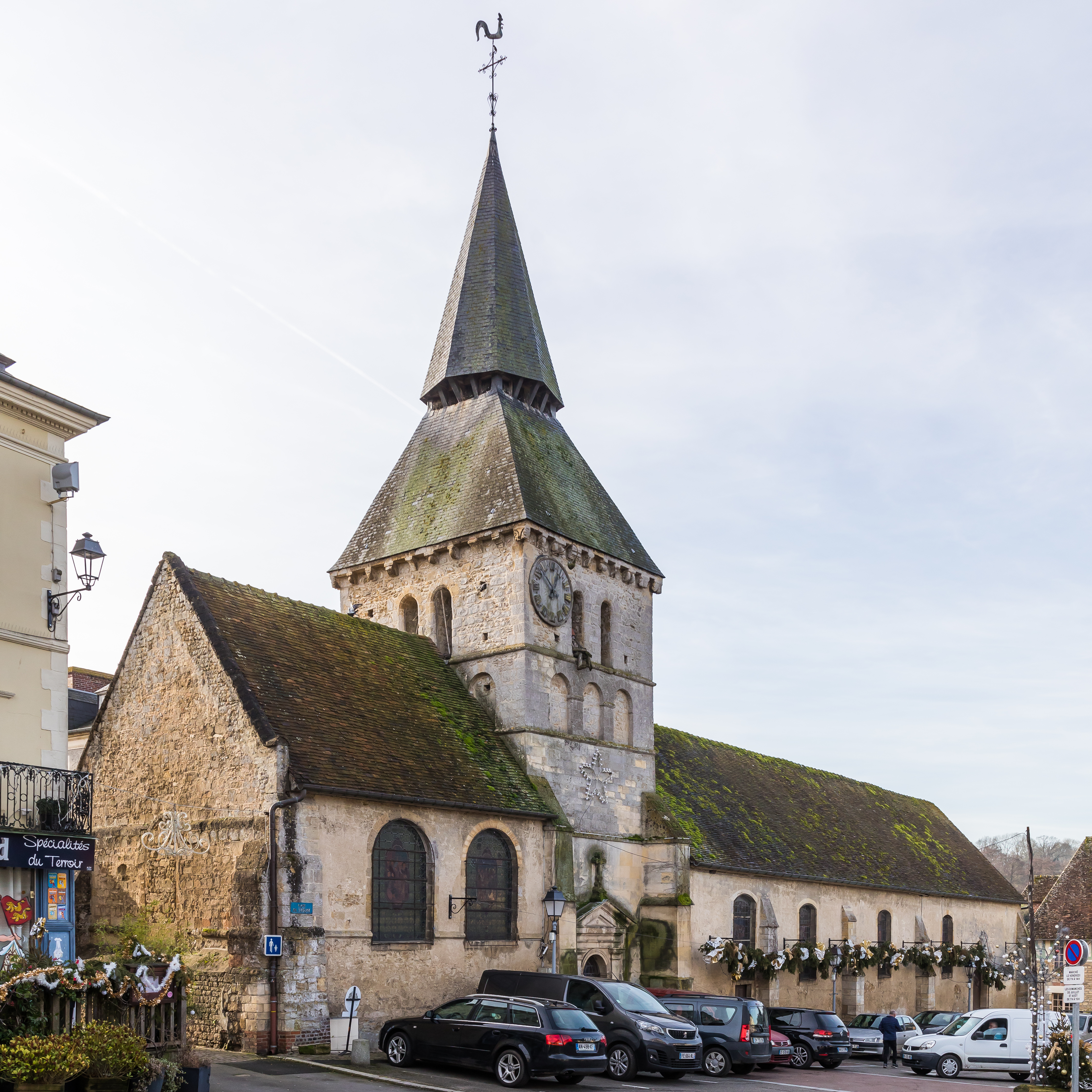
Kirche Saint-Denis
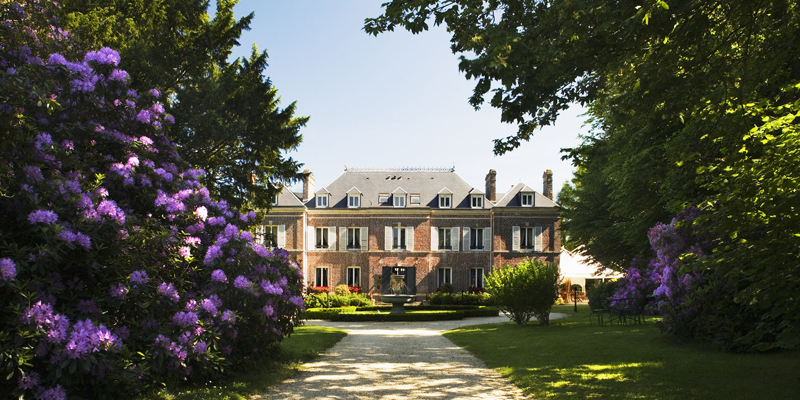
Schloss Les Bruyères
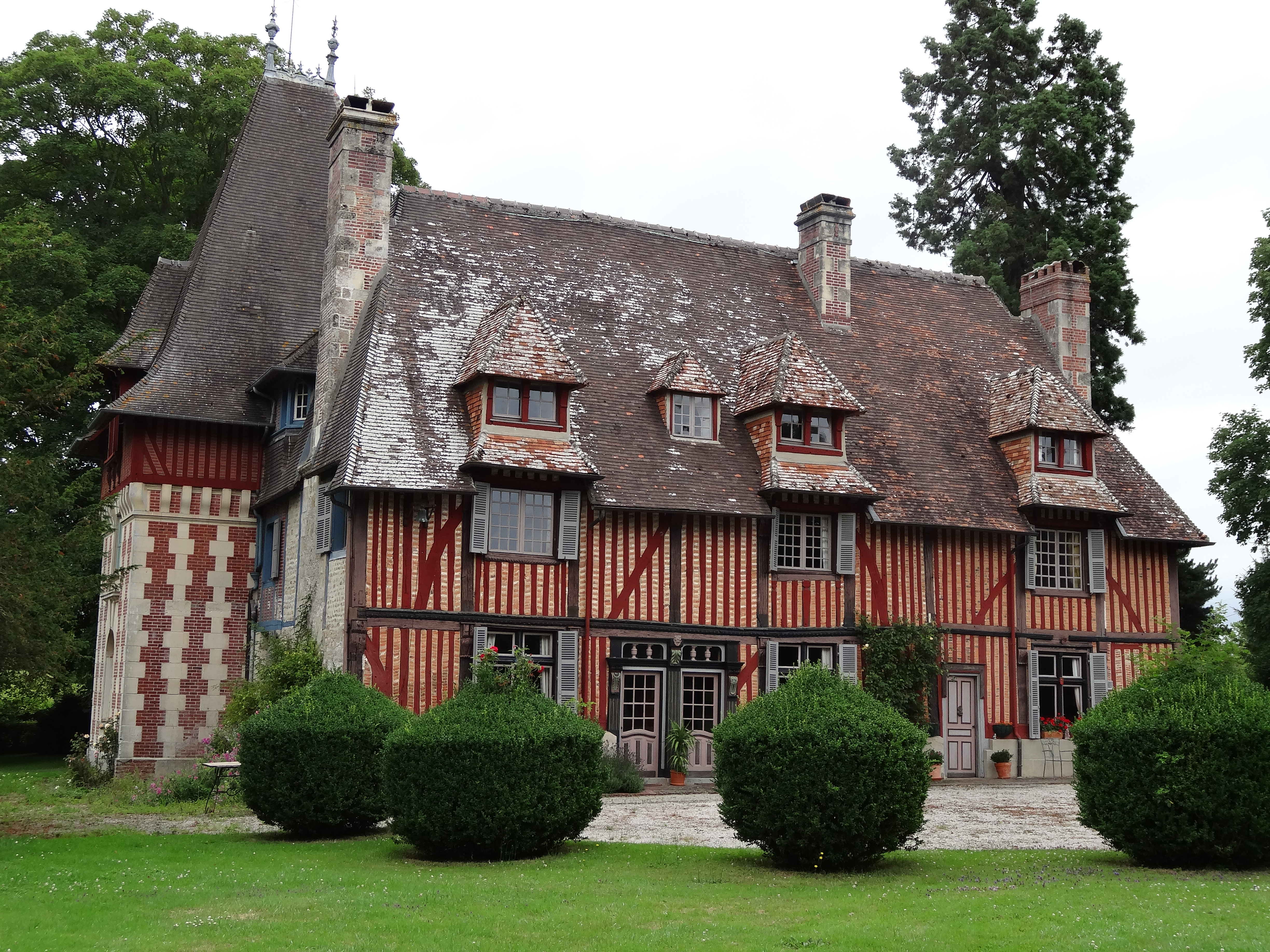
Herrenhaus Cantepie